# Tegenaria bithyniae
Tegenaria bithyniae is een spinnensoort in de taxonomische indeling van de trechterspinnen (Agelenidae).
Het dier behoort tot het geslacht Tegenaria. De wetenschappelijke naam van de soort werd voor het eerst geldig gepubliceerd in 1978 door Paolo Marcello Brignoli.